# William Crawford Dunlap
William Crawford Dunlap (* 21. Juli 1918 in Denver; † 25. Januar 2011) war ein US-amerikanischer Physiker, der sich mit Festkörperphysik und Halbleitern befasste.
Dunlap studierte an der University of New Mexico mit dem Bachelor-Abschluss 1938 und wurde 1943 an der University of California in Physik promoviert. 1942 bis 1945 forschte er am United States Department of Agriculture (USDA) und ab 1945 im Forschungslabor von General Electric. 1955/56 war er dort Berater für Halbleiter. 1956 bis 1958 leitete er die Festkörperelektronik-Forschung an den Bendix-Forschungslabors und 1958 bis 1964 war er Leiter der Forschung in Festkörperelektronik und Halbleiter bei Raytheon. Ab 1964 war er am Forschungszentrum für elektronische Komponenten der NASA, von 1968 bis 1970 als Leiter der Forschung. 1970 bis 1974 war er Berater des Transport Systems Center des United States Department of Transportation in Cambridge (Massachusetts) und 1974 bis 1995 Präsident der von ihm gegründeten Firma W. C. Dunlap.
1950 entwickelte er bei General Electric mit R. N. Hall ein Verfahren zur Dotierung von Halbleitern (damals Germanium) über Diffusion. Die Untersuchungen standen in Zusammenhang mit dem bei General Electric entwickelten pnp-Transistor mit pn-Übergängen aus Legierung von Indium (p-Typ) auf Germanium (n-Typ) durch John Saby. Nach Dunlap und Hall entstanden dabei p-Typ-Regionen durch thermische Diffusion des Indiums in das Germanium. Dunlap untersuchte darauf die unterschiedlichen Diffusionsraten von p- und n-Typ Dotierungen in Germanium. John Bardeen (1952) griff dies in Anschluss an Dunlap auf und schlug vor, dass pnp-Transistoren durch differentielle Diffusion hergestellt werden konnten. Unabhängig gab es dazu aber auch schon 1951 Entwicklungen bei den Bell Laboratories durch den Chemiker Calvin Souther Fuller. Die ersten Germanium-Transistoren mit Herstellung von pn-Übergängen durch Diffusion stammen von Charles A. Lee (1954), bei Silizium von Nick Holonyak (pnp, 1954/55) und Morris Tanenbaum (npn, 1955).
1957 wurde er Fellow der American Physical Society. 1959 bis 1993 war er Herausgeber von Solid State Electronics.
Er war seit 1940 verheiratet und hatte eine Tochter. Er lebte zuletzt in West Newton, Massachusetts.

## Schriften
Originalarbeit zur Herstellung von pn-Übergängen mit Diffusion:
- mit Hall P-n junctions prepared by impurity diffusion. In: Physical Review. 80, 1950, S. 467–468.
- Bulletin American Physical Society. 27, Nr. 1, 1952, S. 40.
- Diffusion of Impurities in Germanium. In: Physical Review. Band 94, 1954, S. 1531–1540.

Bücher:
- Solid state electronics. Pergamon Press, 1960.
- Introduction to semiconductors. Wiley, 1957.